# 5. ilirski strelski polk
5. ilirski strelski polk (francosko 5e Regiment de chasseurs d`Illyrie) je bil pehotni polk, ki so ga ustanovili Francozi v Ilirskih provincah.

## Organizacija
- Štab
- 1. bataljon

- karabinjerska četa
- voltigeurska četa
- 4x strelska četa

- 2. bataljon

- karabinjerska četa
- voltigeurska četa
- 4x strelska četa

- Artilerijski bataljon